# Ballesteros de Calatrava
Ballesteros de Calatrava ist ein zentralspanischer Ort und eine Gemeinde (municipio) mit 361 Einwohnern (Stand: 2024) im Zentrum der Provinz Ciudad Real in der autonomen Region Kastilien-La Mancha.

## Lage und Klima
Ballesteros de Calatrava liegt in der weitgehend ebenen und wasserarmen Landschaft von La Mancha knapp 15 Kilometer (Fahrtstrecke) südlich der Provinzhauptstadt Ciudad Real in einer Höhe von ca. 610 m. Im Gemeindegebiet liegt der östlichste Teil des Flughafens Ciudad Real.
Das Klima ist gemäßigt bis heiß; der Regen fällt – mit Ausnahme der zumeist eher trockenen Sommermonate – verteilt übers Jahr.

## Bevölkerungsentwicklung
| Jahr      | 1970 | 1981 | 1991 | 2001 | 2011 | 2021 |
| Einwohner | 1003 | 763  | 643  | 550  | 460  | 371  |

Trotz der Mechanisierung der Landwirtschaft, der Aufgabe bäuerlicher Kleinbetriebe („Höfesterben“) und dem daraus resultierenden Verlust von Arbeitsplätzen ist die Einwohnerzahl der Gemeinde in der zweiten Hälfte des 20. Jahrhunderts gesunken.

## Sehenswürdigkeiten
- Marienkirche (Iglesia de Nuestra Señora la Virgen de la Consolación)
- Isidorkapelle (Ermita de San Isidro)

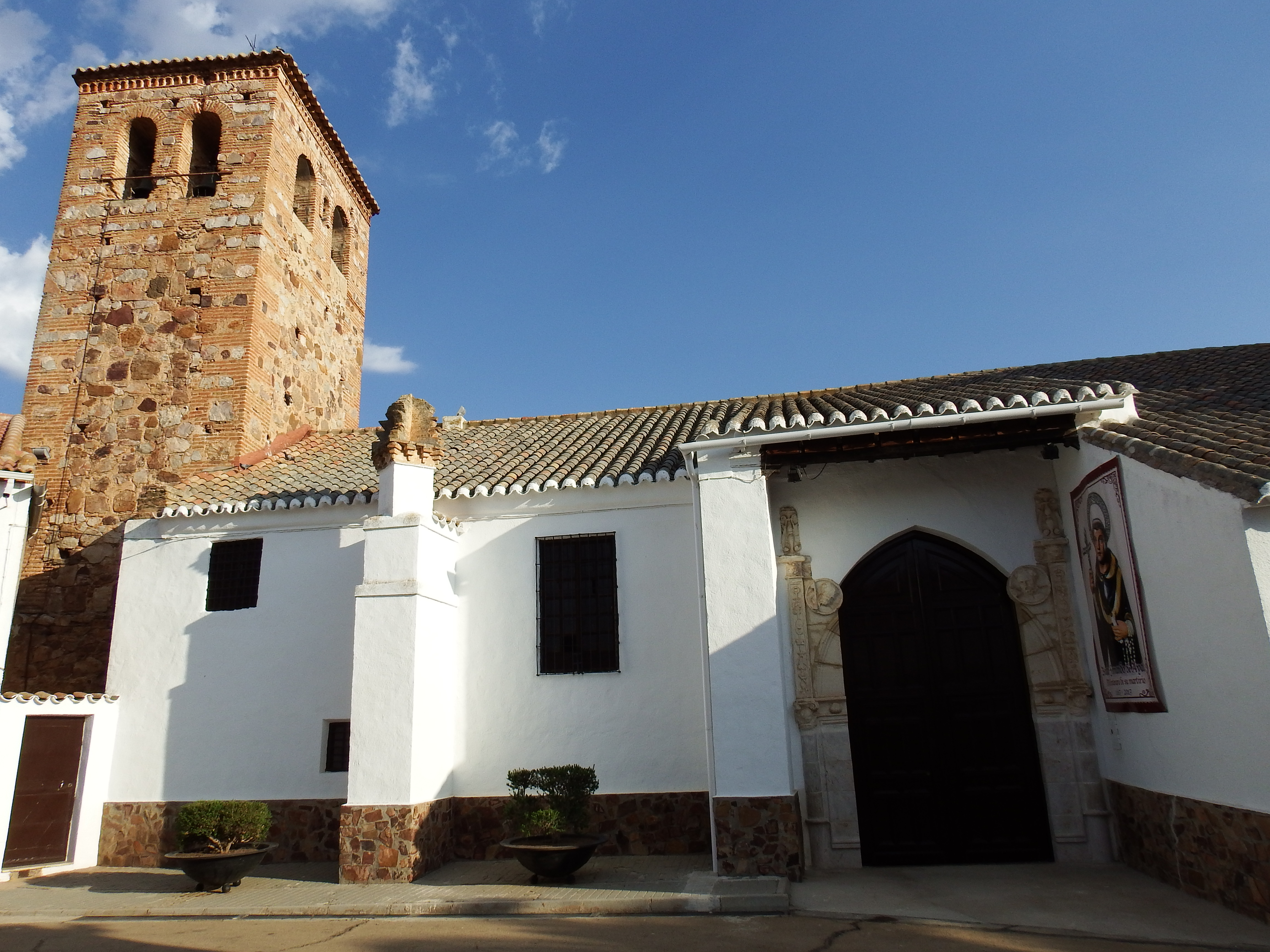
Marienkirche
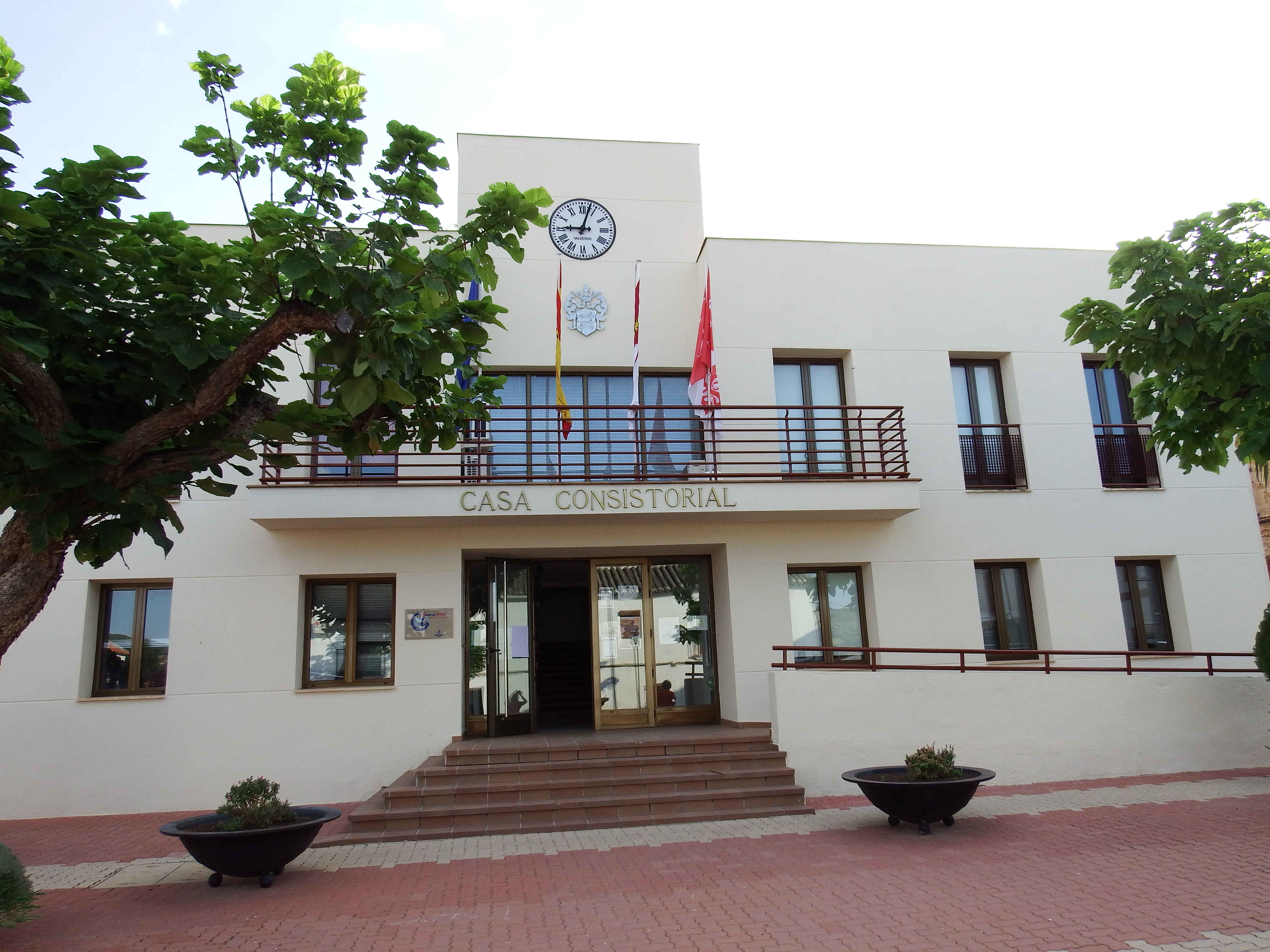
Rathaus

## Persönlichkeiten
- Alfredo Alcalá (* 1940), Architekt